# Herman Almkvist
Herman Napoleon Almkvist (ursprungligen Almqvist), född 28 april 1839 i Stockholm, död 30 september 1904, var en svensk språkforskare, orientalist och verdandist.

## Utbildning och karriär
Almkvist avlade 1856 studentexamen i Uppsala, där han 1864 blev filosofie kandidat och, på avhandlingen Ibn Battutas resa genom Maghreb, 1866 filosofie doktor. Samma år kallades han till docent i arabiska. Vårterminen 1867 studerade han i Paris hebreiska, arabiska och turkiska och 1869–70 i Leipzig nyssnämnda språk samt persiska och sanskrit.
Såsom Letterstedtsk stipendiat vistades han januari 1876–juli 1878 i Syrien och Egypten, där resan utsträcktes ända upp till Khartoum, samt studerade under inföddas ledning modern arabiska samt bischari- och nubaspråken.
Till följd av ett personligt anslag som tilldelats honom 1878 föreläste han vid Uppsala universitet offentligt över persiska och turkiska. År 1880 utnämndes Almkvist till extra ordinarie professor i jämförande språkforskning vid nyssnämnda universitet och 1892 till professor i semitiska språk där samt tillträdde sitt ämbete med en föreläsning "Om de semitiska folken" (i Nordisk tidskrift 1893).

## Forskargärning
Av Almkvists arbeten på österländska språkområdet kan utom de nämnda anföras "Den semitiska språkstammens pronomen. I. Inledning" i Uppsala universitets årsskrift (1875), "Persiska texter i urskrift och omskrift" (1879), "Om det sanskritiska ahám" i Uppsala universitets årsskrift (1879), Die Bischari-Sprache (i Vetenskaps-Societetens Acta, 2 band, 1881–85), hans betydelsefullaste arbete, genom vilket han "tagit rang bland de forskare, som ha gjort nya landvinningar för vetenskapen" (Elias Blix), Kleine Beiträge zur Lexikographie des Vulgär-Arabischen (i 8:de orientalistkongressens handlingar, 1892), Mechilta Bo, Pesachtraktaten (med parallelställen ur mischna, talmud och midrasch, textkritiska anmärkningar, inledning och glossar; i Kungliga Humanistiska Vetenskapssamfundet i Uppsala skrifter, 2 band, 1892) och svensk översättning av samma verk (samma år), Ein türkisches Dragomandiplom ans dem vorigen Jahrhundert in Faksimile herausgegeben und übersetzt (1894), med Nachträgliche Bemerkungen (1895; i nyssnämnda samfunds skrifter). 
Dessutom utgav han omarbetade och utökade upplagor av Lindbergs Hebreiska grammatikens hufvudreglor (1866, 1873) och Tullbergs Hebreisk läsebok (1869) samt gjorde omfattande samlingar till en nubisk grammatik. Han utarbetade vidare bokstäverna O, P, Q i Engelsk-svensk ordbok (utgiven av Nilsson med flera, 1875) och tolkade engelska, franska, norska och framförallt ryska författares arbeten (han översatte bland annat 11 band av Ivan Turgenjevs skrifter). För Nordisk Familjebok författade han över 400 artiklar av språkvetenskapligt, etnografiskt, historiskt och geografiskt innehåll.

## Anhängare av stavningsreform
Men det utomordentliga språkintresse och den överlägsna språkbegåvning, som utmärkte Almkvist, förde honom till verksamhet på även andra språkområden än det österländska. Varm anhängare av den fonetiska principen (varpå hans antagna stavning av namnet gav ett på sin tid uppseendeväckande prov), yrkade han redan 1870 i uppsatsen "Svenskt språk och rättstavning" i Svensk tidskrift, att man skulle "lägga ljudenligheten såsom grund för rättstavningen och småningom och med varsam hand införa de förändringar, som därav är en följd".